# Valhalla (film)
Valhalla är en dansk tecknad film från 1986 baserad på serien Valhall. Filmen är en adaption av album 1, 4 och 5 & legenden om Tors färd till Utgårdaloke.
Detta var den dyraste danska filmen någonsin när den kom.

## Handling
För länge sedan, när asken Yggdrasil ännu stod i världens mitt så reste Tor och Loke genom Midgård, människornas värld. Gudarna övernattar hos några nordbor och Tor erbjuder dem generöst köttet från en av sina bockar men varnar dem för att skada benen. Loke lurar ett av barnen, Tjalve, att bryta ett ben för att komma åt märgen. Nästa dag när Tor ska väcka sin bock till livet igen inser han att den är halt och blir rasande. Loke föreslår att de ska ta med Tjalve som dräng. Tjalve följer med gudarna, men hans äventyrslystna syster Röskva gömmer sig i Tors vagn och följer med till Asgård där de får möta gudarna.

## Rollista
| Roll        | Dansk originalröst | Svensk röst         |
| ----------- | ------------------ | ------------------- |
| Tor         | Dick Kaysø         | Ernst Günther       |
| Loke        | Preben Kristensen  | Ernst-Hugo Järegård |
| Röskva      | Laura Bro          | Kyri Sjöman         |
| Tjalve      | Marie Ingerslev    | Peter Zell          |
| Oden        | Nis Bank-Mikkelsen | Gunnar Öhlund       |
| Utgårdsloke | Nis Bank-Mikkelsen | Gunnar Öhlund       |
| Hymer       | Benny Hansen       | Thomas Ungewitter   |
| Rolf        | Olaf Nielsen       | Thomas Ungewitter   |
| Quark       | Thomas Eje         |                     |
| Hugin       | Claus Ryskjær      | Margret Andersson   |
| Munin       | Kirsten Rolffes    | Thomas Ungewitter   |
| Modern      | Kirsten Rolffes    | Margret Andersson   |
| Mimer       | Jesper Klein       | Ernst Günther       |
| Fadern      | Jesper Klein       | Thomas Ungewitter   |
| Siv         | Susse Wold         | Margret Andersson   |
| Elle        | Susse Wold         |                     |
| Rösten      | Percy Edwards      |                     |

- Svensk bearbetning och röstregi – Evan Storm
- Översättning – Elisabeth Storm
- Ljudinspelning och ljudmixning – Brynn Settels[4][5]